# Ujedinjena velika loža Gruzije
Ujedinjena velika loža Gruzije (gruz. საქართველოს ერთიანი დიდი ლოჟა) je regularna slobodnozidarska velika loža u Gruziji. Osnovana je 2018. godine uz pomoć Velike lože Ukrajine, Velike lože Armenije, Velike lože Turske i Velike lože Rusije.

## Povijest
Nakon ponovnog stjecanja neovisnosti 1991. godine, koje je uslijedilo raspadom komunističkog Sovjetskog Saveza, stvoreni su uvjeti za obnovu slobodnog zidarstva u Gruziji. 
Prva masonska loža u Gruziji, Loža "Zlatno runo" br. 7, osnovana je 7. svibnja 2011. godine u Tbilisiju pod pokroviteljstvom Velike lože Armenije. Godine 2013. osniju se pet novih loža od strane četiri različite regularne velike lože. Prvo je Velika loža Rusije u Tbilisiju u veljači 2013. osnovala dvije lože, "Sveti David Graditelj" i "Sveta Tamara". Dva tjedna kasnije, također u veljači iste godine u Tbilisiju, Velika loža Ukrajine osniva Ložu "Sveti Juraj". Več u ožujku iste godine, Velika loža Turske je osnovala Ložu "Prometej" u Batumiju. Na koncu, Velika loža Armenije u studenom 2013. osniva Ložu "Tbilisi" u istoimenom gradu – svoju drugu ložu u Gruziji.
Dvije godine kasnije dolazi do novih značajnih aktivnosti. Velika loža Ukrajine u 2015. godini osniva dvije nove lože u Tbilisiju. Prvo u ožujku osniva Ložu "Ilija Pravedni" a potom u kolovozu Ložu "Vazi". Pored toga, u ožujku 2015. u Tbilisiju i Velika loža Rusije osniva svoju treću ložu, Ložu "Đuro V. Briljantni". Sa svoje tri lože u Gruziji, Velika loža Rusije uspostavlja rad Velike lože Gruzije također u ožujku 2015. godine. Velika loža Gruzije samostalno osniva tri nove lože, prvo "Aleksandr Gribojedov" u Mcheti u lipnju 2015. te tijekom početkom 2016. godine još dvije u Tbilisiju, "Mozart" i "Vitezovi svjetla".
Međutim, ukrajinska, armenska i turska velika loža ne priznaju novoustanovljenu Veliku ložu Gruziju od ruske strane te nastavljaju svoje aktivnosti u Gruziji. Velika loža Ukrajine početkom svibnja 2016. godine u Tbilisiju osniva svoju četvrtu ložu; "Upliscihe". Dva tjedna kasnije, ukrajinske četiri lože u Tbilisiju stavljene su pod kotarsku veliku ložu u strukturi Velike lože Ukrajine.
Uzimajući u obzir komplekste odnose u Gruziji, 28. listopada 2016. godine Ujedinjene velike lože Njemačke organiziraju sastanak u Kölnu s predstavnicima svih velikih loža koje djeluju u Gruziji, uključujući rusku, ukrajinsku, armensku i tursku veliku ložu. Nakon pregovora, četiri regularne velike lože koje djeluju u Gruziji postižu  dogovor o uspostavi nove velike lože koje će ujediniti sve lože untar granica Gruzije. Nakon toga, u Tbilisiju 25. kolovoza 2018. godine osniva se Ujedinjena velika loža Gruzije na ceremoniji koju su predvodile Ujedinjene velike lože Njemačke, Veliki orijent Nizozemske i Nacionalna velika loža Poljske, ujedinjujuću svih 13 masonskih loža. Međutim, Velika loža Gruze i dalje nastavlja postojati zadržavajući svoje lože, iako joj je ukraćeno priznanje Velike lože Rusije, te se u 2018. godini priključuje u ICUGL.
U svom izvješću za 2024. godinu Povjerenstvo za informiranje o priznavanju pri Konferenciji velikih majstora u Sjevernoj Americi i dalje je suzdržano o prihvaćanju Ujedinjene velike lože Gruzije kao regularne velike lože.

## Ustroj
Sjedište Ujedinjene velike lože Gruzije je u Tbilisiju.

### Lože
U srpnju 2024. godini pod zaštitom ove velike lože radi sedam loža, od toga su šest u Tbilisiju i jedna u Batumiju:
- Loža "Zlatno runo" (ლოჟა ოქროს საწმისი) br. 1, Tbilisi – nosi naziv po zlatnom runu iz grčke mitologije; osnovana kao loža br. 7 pod zaštitom Velike lože Armenije.
- Loža "Kralj David" br. 2, Tbilisi – nosi naziv po kralju Davidu IV.; osnovana kao Loža "Sveti David Graditelj" br. 39 pod zaštitom Velike lože Rusije.
- Loža "Sveti Juraj" (ლოჟა წმინდა გიორგი) br. 3, Tbilisi[8] – nosi naziv po kršćanskom svecu Svetom Juraju; osnovana kao loža br. 10 pod zaštitom Velike lože Ukrajine.
- Loža "Prometej" br. 5, Batumi – nosi naziv po Prometeju, grčkom bogu vatre; osnovana kao loža br. 1004 pod zaštitom Velike lože Turske.
- Loža "Tbilisi" (ლოჟა თბილისი) br. 6, Tbilisi – nosi naziv po gradu Tbilisi; osnovana kao loža br. 10 pod zaštitom Velike lože Armenije.
- Loža "Vazi" br. 10, Tbilisi – nosi naziv po gruzijskoj riječi za vino; osnovana kao loža br. 13 pod zaštitom Velike lože Ukrajine.
- Loža "Upliscihe" (ლოჟა უფლისციხე) br. 13, Tbilisi – nosi naziv po drevnom gradu-pećini Upliscihe; osnovana kao loža br. 14 pod zaštitom Velike lože Ukrajine.

U okviru ove velike lože radile su i:
- Loža "Sveta Tamara" br. 4, Tbilisi – nosila naziv po kraljici Tamari; osnovana kao br. 41 pod zaštitom Velike lože Rusije.[b]
- Loža "Ilija Pravedni" br. 7, Tbilisi – nosila naziv po odvjetniku i piscu Iliji Čavčavadzeu; osnovana kao loža br. 12 pod zaštitom Velike lože Ukrajine.
- Loža "Đuro V. Briljantni" br. 8, Tbilisi – nosila naziv po kralju Đuri V.; osnovana kao br. 48 pod zaštitom Velike lože Rusije.[b]
- Loža "Aleksandr Gribojedov" br. 9, Mcheta – nosila naziv po ruskom književniku Aleksandru Sergejeviču Gribojedovu.[b]
- Loža "Mozart" br. 11, Tbilisi – nosila naziv po austrijskom skladatelju i masonu Wolfgangu Amadeusu Mozartu.[b]
- Loža "Vitezovi svjetla" br. 12, Tbilisi.[b]

### Uprava
Ujedinjenom velikom ložom Gruzije upravlja veliki majstor koji se bira na trogodišnje razdoblje.
- David Zurabashvili (od 2018.)

### Međunarodna suradnja
Ujedinjena velika loža Gruzije ima potpisane povelje o prijateljstvu i međusobnom priznavanju s oko 30 regularnih velikih loža. Međutim, nema potpisane povelje s tri matične velike lože koje su nositelji regularnosti.

### Obredi
Ujedinjena velika loža Gruzije upravlja simboličkim stupnjevima plave lože (učenik, pomoćnik i majstor) i delegira upravljanje visokim stupnjevima na dodatna tijela i redove. Obredi koji se rade u plavoj loži su:
- Škotski obred (samo prva tri stupnja);
- Emulacijski obred;
- Turski obred.